# Cordita
Con el término cordita se hace referencia a un tipo de pólvora sin humo compuesta de nitroglicerina y algodón pólvora que se mezclan con acetona, para producir una pasta que posteriormente será prensada en forma de cuerda. La cordita fue descubierta de forma accidental por el químico germano-suizo Cristian Friedrich Schöbein (1799-1868), también responsable del descubrimiento del ozono y de la síntesis de la nitrocelulosa.

## Descubrimiento y origen del nombre

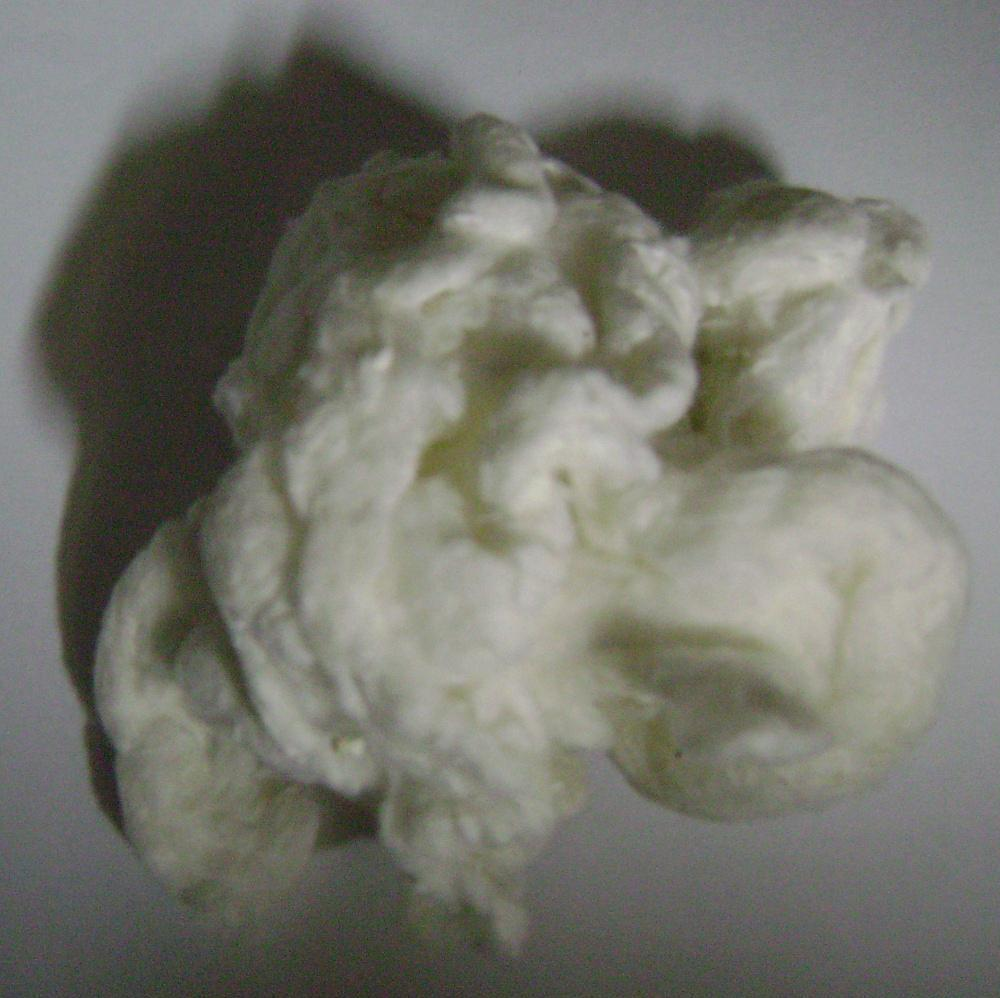
Foto de un pequeño fragmento de nitrocelulosa, que dependiendo de su grado de nitración se convertirá en algodón pólvora o colodión.

Haciendo un experimento en su casa en el año 1845, Cristian Friedrich Schönbein derramó de forma accidental una mezcla de ácido nítrico y ácido sulfúrico, la cual secaría posteriormente con el delantal de algodón de su mujer. Colgó la pieza de ropa a secar en la estufa, pero una vez seca detonó y desapareció. Había convertido la celulosa del delantal en nitrocelulosa. Los grupos nitro (procedentes del ácido nítrico) servían como una fuente interna de oxígeno, y la celulosa, al calentarse, se oxidó por completo en un instante.
Friedrich Schönbein comprendió las posibilidades del compuesto. La pólvora negra ordinaria explotaba entre un humo espeso, ennegreciendo las armas, ensuciando los cañones y las armas pequeñas, así como oscureciendo el campo de batalla. La nitrocelulosa hizo posible la "pólvora sin humo", y por su potencial como propulsor en los proyectiles de artillería recibió el nombre de algodón pólvora.
Los primeros intentos de fabricar algodón pólvora para fines militares fracasaron, debido al peligro de explosiones en las fábricas. No fue hasta 1891 cuando Dewar y el químico inglés Frederick Augustus Abel (1827-1902) consiguieron preparar una mezcla segura a base de algodón pólvora. Debido a que la mezcla podía prensarse en largas cuerdas, se denominó cordita.

## Composición química
La cordita, que es un explosivo de doble base, se encuentra formada por sesenta y cuatro partes de algodón pólvora, por treinta partes de nitroglicerina y por cinco partes de vaselina o jalea de petróleo, los cuales actúan como estabilizadores. Además también se halla compuesta por un 0,8 % de acetona, la cual es imprescindible para realizar la mezcla. Todos los productos generados en la reacción son gases invisibles, excepto el vapor de agua cuando se condensa.